# Диантимонид празеодима
Диантимонид празеодима — бинарное неорганическое соединение
празеодима и сурьмы
с формулой PrSb2,
кристаллы.

## Получение
- Нагревание чистых веществ в вакууме:

{\displaystyle {\mathsf {Pr+2Sb\ {\xrightarrow {1100^{o}C}}\ PrSb_{2}}}}

## Физические свойства
Диантимонид празеодима образует кристаллы
ромбической сингонии,
пространственная группа C mca,
параметры ячейки a = 0,626 нм, b = 0,312 нм, c = 1,816 нм, Z = 4,
структура типа диантимонида самария SmSb2
.
Соединение образуется по перитектической реакции при температуре 1100°С.